# Ян Сененський (подільський воєвода)
Ян Сененський  гербу Дембно (пол. Jan Sienieński; ? — наприкінці 1598 року або перед 20 січня 1599) — польський шляхтич, урядник Королівства Польського, Речі Посполитої.

## Життєпис
Син Давида Сененського (загинув у битві під Обертином 1531 року) та його дружини — доньки белзького воєводи Єжи Крупського. Братанок львівського латинського архієпископа Яна та онук кам'янецького каштеляна Яна Сененських, правнук Давида Бучацького.
Перебував за кордоном при дворах християнських королів. Ймовірно, про нього записка польського посла, латинського холмського єпископа Яна Дантишека до підканцлера Пйотра Томіцького, щоб не присилали до цісарського двору таких юнаків-простаків (1532 р.). 1549 року був у краї, мав маєткові справи. 14 лютого провів поділ спадку зі стриєм Яном.
Політичну діяльність почав послом Варшавського сейму 1563-64 років. Можливо, посол парчівського сейму 1564 року, де отримав привілей для своїх Поморян. Був на Люблінському сеймі, підтримував унію Польщі та Литви. Часто перебував у Львові. 1580 року вперше згаданий чорштинським старостою. 1583—1584 років мав пенсію 1000 злотих щорічно. 3 березня 1584 року у Вільному став львівським каштеляном. На початку 1588 року став подільським воєводою, привілей оприлюднений 22 листопада 1588 року під час перебування короля у Бересті. Також був старостою корсунським, кольським.
Був членом малопольської кальвінської церкви, прихильником укладеної 1570 року в Сандомирі згоди Протестантських церков. 1595 року: мав нападки з боку католиків через свою діяльність, в березні брав участь в зібранні протестантів під час сейму в Кракові.
На його прохання король привілеєм від 10 лютого 1588 селу Дубно надав права міста, назву змінили на Дубенка.
Помер або наприкінці 1598 року або перед 20 січня 1599 р.

### Маєтності
Головні його маєтності були в Руському і Сандомирському воєводствах. У Руському воєводстві: Поморяни (місто, замок), шість сіл у Львівській землі, місто Монастириська і замок на Коропці, 17 сіл у Галицькій землі, Боратин (Перемиська земля). Мав суперечки через маєтності з Петром Боратинським, Якубом Гербуртом, шукав допомоги у князя Альбрехта Пруського. 1552 року отримав привілей на торги і ярмарок для Монастириськ, Поморян. 1564 року перевів Поморяни на німецьке право. Підтримував кальвінський збір у місті. 1569 року отримав звільнення міщан Поморян від податків на 20 років. У місті творив свою «domicillium». Зміцнив замки у Монастириську, Коропці. У 1556-1559 роках почав закладати місто Янів на терені села Глинне над річкою Стрипою та локування наступних трьох у Галицькому, Львівському, Теребовельському повітах (проекти не були реалізовані).
27 березня 1567 року за його сприяння засновано місто Раків (пол. Raków) — майбутній центр аріянства в Польщі.

### Сім'я
Перша дружина — аріянка Ядвіга Гноїнська (померла 27 травня 1584 року), аріянка, віно — Сєлєц, Бардо, Ліпіни та інші в Сандомирському воєводстві. Діти:
- Якуб — протектор аріян, дружина — донька Миколая Струся Зофія[6][7]
- Кшиштоф — був одружений із Зофією Бучацькою-Творовською (ймовірно, донькою Миколая Бучацького-Творовського (пом. 1595)[8]),
- Ян — загинув у Буковську),
- Ядвіга — дружина Яна Збігнева Оссолінського, її віном були Буковсько, Боратин.[9]

Друга дружина — Анна з Курозвенк (може, донька Героніма Лянцкоронського з Водзіслава), діти: Адам — студент в Альтдорфі, Гайдельбергу; Ян. Опікунами над своїми малими дітьми 10 березня 1597 року довірив їх матері, старшим синам, краківському каштеляну Янушу Острозькому, Анджею Лещинському, тарногурському старості Яну Сеніцькому.